# Sant Esteve de la Sarga
Sant Esteve de la Sarga è un comune spagnolo di 108 abitanti situato nella comunità autonoma della Catalogna.